# Roberto Speranza
Roberto Speranza, né le 4 janvier 1979 à Potenza, est un homme politique italien, membre du Parti démocrate (PD).

## Biographie
Élu député lors des élections générales italiennes de 2013, Roberto Speranza est désigné par vote secret chef du groupe parlementaire du PD le 19 mars 2013 pour succéder à Dario Franceschini. Il démissionne en tant que chef de groupe le 15 avril 2015, notamment en raison de son opposition au projet de loi électorale, dit « Italicum » soutenu par le gouvernement Renzi.
Le 9 novembre 2009, il avait été élu secrétaire régional du PD en Basilicate. Le 25 février 2017, il lance Article 1er - Mouvement démocrate et progressiste, une scission du PD avec Enrico Rossi et Arturo Scotto, devenu Article 1er en 2019.
Il est nommé ministre de la Santé dans le gouvernement Conte II le 5 septembre 2019. En février 2021, il est reconduit dans le gouvernement Draghi jusqu'au 22 octobre 2022 où il est remplacé par Orazio Schillaci.